# Język laha (austronezyjski)
Język laha – język austronezyjski używany w prowincji Moluki w Indonezji, przez grupę ludności na wyspie Ambon. Według danych z 1987 roku posługuje się nim blisko 4 tys. osób.
Jego użytkownicy zamieszkują kilka wsi na południowo-środkowym wybrzeżu wyspy. Należy do grupy kilku języków wyspy Ambon, które nie zostały całkowicie wyparte przez malajski amboński.
Gramatyka lahu została przekształcona pod wpływem lokalnego malajskiego, którym posługują się wszyscy jego użytkownicy. Dzisiejszy język lahu bywa wręcz rozpatrywany jako język mieszany (bilingual mixed language).